# Железнодорожный район (Чита)
Железнодорожный райо́н — один из четырёх административных районов города Читы. Образован в 1941 году.

## География
Расположен в центральной и северной частях города с выходом на юге на реку Ингоду. 
Граничит со всеми районами города: Центральным на востоке, с Черновским на западе, Ингодинским на юго-востоке. 

## Население
| 1959    | 1970    | 1979    | 1989    | 2002    | 2009    | 2011    | 2012    | 2013    |
| ------- | ------- | ------- | ------- | ------- | ------- | ------- | ------- | ------- |
| 40 928  | ↗46 321 | ↗52 601 | ↗61 822 | ↘48 611 | ↘47 162 | ↗49 720 | ↗50 792 | ↗52 007 |
| 2014    | 2015    | 2016    | 2017    | 2018    | 2019    | 2020    | 2021    |         |
| ↘50 781 | ↘49 024 | ↘46 362 | ↗47 357 | ↗47 503 | ↗47 595 | ↗47 886 | ↗50 307 |         |

## Микрорайоны
В состав района входят пос. Биофабрика, пос. Заречный, Госконюшня, старый курорт Угдан.

## История
17 января 1941 года в Чите были образованы 3 района, в том числе Железнодорожный.